# بهنود
بهنود  نام کوچک مردانه . بهنود ممکن است به یکی از موارد زیر اشاره بدارد:

### نام کوچک
- بهنود رمضانی (۱۳۷۱–۱۳۸۹)، دانشجوی دانشگاه صنعتی نوشیروانی بابل که در اعتراضات جنبش سبز در چهارشنبه‌سوری ۱۳۸۹ توسط نیروهای بسیج در نارمک تهران کشته شد
- بهنود مکری، مجری و خبرنگار بخش فارسی صدای آمریکا

### نام خانوادگی
- مسعود بهنود (زادهٔ ۱۳۲۵)، نویسنده و روزنامه‌نگار و فیلم‌ساز
- نیما بهنود (زادهٔ ۱۳۵۵)، طراح مُد و مدیر هنری ایرانی-آمریکایی